# Liste des sénateurs de la province de Kwilu
Voici un historique des sénateurs pour la Province de Kwilu.
La Province de Kwilu compte  quatre sénateurs  au total dont deux femmes. 
Les sénateurs de Kwilu sont élus au second degré par l'Assemblée provinciale de Kwilu.

## Mandature 2019-2024
L'élection des sénateurs a eu lieu le 15 mars 2019, la validation des mandats se déroule le 5 avril 2019 au siège de Sénat. 
| Prénom Nom Post-Nom              | Sexe | Parti       | Notes           |
| -------------------------------- | ---- | ----------- | --------------- |
| Mabaya Gizi Amine Jean Philibert | M    | ACC         | élu par 7 voix  |
| Kidima Nzumba Ida                | F    | Indépendant | élu par 7 voix  |
| Kamitatu Marie Josée Sona        | F    | G7          | élu par 6voix   |
| Inioki Lamfel Sacre              | M    | AA/a        | élue par 6 voix |